# Дифузія нейтронів
Дифузія нейтронів — це хаотичний рух нейтронів у речовині. Вона аналогічна дифузії в газах і підкоряється тим же закономірностям, головною з яких є те, що речовина, що дифундує, поширюється від ділянок з більшою концентрацією до ділянок з меншою концентрацією. За наявності двох середовищ нейтрони, які потрапили з одного середовища в інше, можуть у процесі дифузії повернутися в перше середовище. Ймовірність такої події характеризує здатність другого середовища відбивати нейтрони.
Вільні нейтрони, що з'являються під час ядерних перетворень, до подальшого потім поглинання багаторазово зіштовхуються з атомними ядрами і в кожному зіткненні розсіюються на довільний кут, що й призводить до хаотичного блукання в середовищі, тобто до дифузії. Оскільки перерізи ядер малі, а отже, великі довжини шляху між зіткненнями, то в процесі дифузії нейтрони переміщуються в речовині на порівняно великі відстані. 
Процес розсіювання нейтронів на ядрах має статистичний характер, тому теорія, що описує рух нейтронів у середовищі, також має статистичний (імовірнісний) характер, у ній розглядається якийсь середній нейтрон. 
В теорії дифузії для пояснення основ часто розглядається найпростіший випадок — дифузія моноенергетичних нейтронів, тобто передбачається, що стикаючись з ядрами нейтрони не змінюють своєї енергії, що приблизно виконується лише для теплової ділянки, в якій енергія нейтронів у середньому не змінюється, і лише в окремих зіткненнях може або збільшуватися, або зменшуватися, причому ймовірність її можливих значень визначається розподілом Максвелла. Дифузію нейтронів, що сповільнюються, тобто розсіювання зі зменшенням енергії, зазвичай розглядають у зв'язку зі сповільненням нейтронів
.

## Характеристики траєкторії

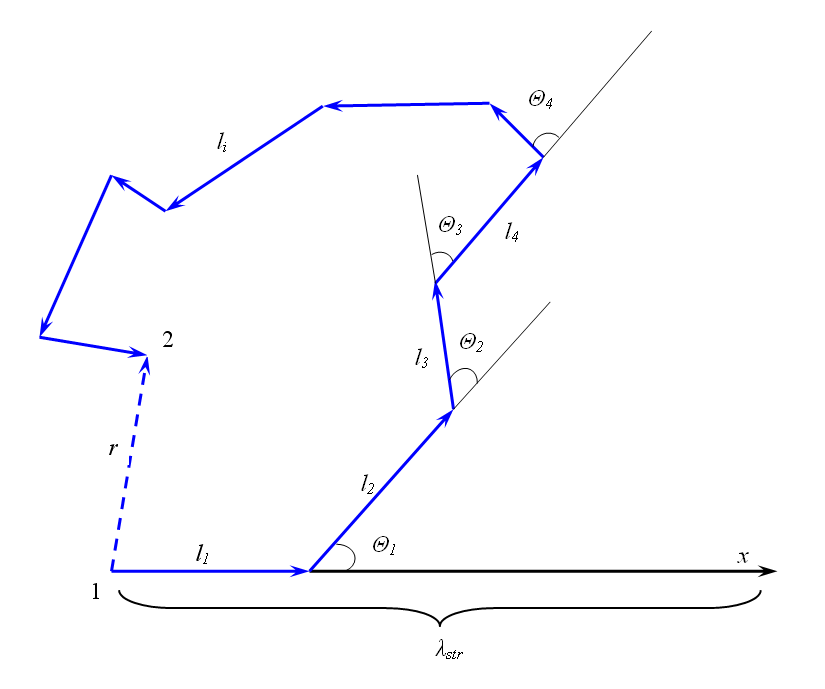
Проєкція на площину приблизної траєкторії нейтрона, який дифундує.

Якщо розглянути середній нейтрон, що рухається в середовищі зі швидкістю {\displaystyle v}, який народився в точці 1 і був поглинений у точці 2, то між зіткненнями з ядрами нейтрон проходить відрізки шляху {\displaystyle l_{i}}, довжини яких різні. Неважко зрозуміти, що типова траєкторія описується трьома параметрами, середніми для великого числа нейтронів (ансамблю): загальною довжиною траєкторії, довжиною відрізка між двома послідовними розсіювальними зіткненнями і якою-небудь кутовою характеристикою акта розсіювання, що описує взаємне розташування відрізків.

### Загальна довжина
Загальна довжина траєкторії називається середньою довжиною вільного пробігу до поглинання і дорівнює:
{\displaystyle \lambda _{a}=\left\langle {\sum _{i=1}^{k}l_{i}}\right\rangle }
Кутові дужки означають усереднення за ансамблем. Підсумовування ведеться за всіма відрізками.
У сильнопоглинальному середовищі більша частина траєкторій складається з одного відрізка, оскільки нейтрони частіше поглинаються раніше, ніж зазнають хоч одного розсіювання.

### Середня довжина відрізка
Середня довжина відрізка траєкторії між двома послідовними розсіюваннями називається середньою довжиною вільного пробігу до розсіювання і дорівнює:
{\displaystyle \lambda _{s}=\left\langle {\frac {1}{k-1}}{\sum _{i=1}^{k-1}l_{i}}\right\rangle }
Підсумовування ведеться за всіма відрізками, крім останнього. Усереднення за ансамблем містить лише траєкторії з числом ланок, більшим від одиниці. У сильнопоглинальному середовищі основна частина включених у суму траєкторій складається з двох ланок.